# Les Mains faites pour l'or
Albums de Naps
Carré VIP
(2020) Best Life
(2021)
Les mains faites pour l'or est le sixième album de Naps sorti le 2 avril 2021.

## Liste des pistes
| No  | Titre                                    | Compositeur(s)         | Durée |
| --- | ---------------------------------------- | ---------------------- | ----- |
| 1.  | Tu connais les bails                     | CDR                    | 2:28  |
| 2.  | J'fais la passe                          | Zeg P                  | 2:15  |
| 3.  | La Kiffance                              | Zeg P                  | 2:59  |
| 4.  | Sans limites (feat. Jul)                 | CDR                    | 3:29  |
| 5.  | Bandit crush                             | CDR                    | 2:35  |
| 6.  | 5G                                       | Franklin, Chefi        | 2:38  |
| 7.  | Montagne d'euros                         | CDR                    | 2:32  |
| 8.  | Elle (feat. Kalif)                       | CDR                    | 2:27  |
| 9.  | Comme un homme                           | CDR                    | 2:31  |
| 10. | Mek du binks (feat. Jul)                 | Seezy, Zeg P           | 2:52  |
| 11. | Vodka cerise                             | 71 Beats               | 2:16  |
| 12. | Paroles paroles (feat. Zaho)             | Alik & Yako            | 2:56  |
| 13. | Viano                                    | PMR, CDR               | 2:57  |
| 14. | La danse des bandits (feat. SCH)         | Nass Brans, PMR, Kakou | 2:54  |
| 15. | Wesh wesh                                | CDR                    | 2:51  |
| 16. | GTR                                      | CDR                    | 2:24  |
| 17. | Nairobi                                  | CDR                    | 2:49  |
| 18. | Facetime                                 | Zeg P                  | 3:03  |
| 19. | Mani (feat. Manolo)                      | Kakou                  | 2:38  |
| 20. | Formentera                               | Kakou                  | 3:41  |
| 21. | Tagada (feat. Le Rat Luciano & Soolking) | Nass Brans             | 3:53  |
| 22. | Palette                                  | CDR                    | 3:24  |
| 23. | C'est carré                              | CDR                    | 3:03  |
| 24. | Monaco                                   | CDR                    | 2:57  |
| 25. | Les mains faites pour l'or               | CDR                    | 2:46  |
| 26. | Guerre de bouteille                      | CDR                    | 2:57  |
| 27. | Perquè                                   | CDR                    | 3:35  |

## Clips vidéos
- La Kiffance : 26 février 2021
- Sans limites (feat. Jul) : 17 mars 2021
- La danse des bandits (feat. SCH) : 2 avril 2021

## Classements et certifications

### Classements hebdomadaires
| Classements (2023)           | Meilleure position |
| ---------------------------- | ------------------ |
| France (SNEP)                | 1                  |
| Belgique (Wallonie Ultratop) | 13                 |
| Suisse (Schweizer Hitparade) | 13                 |

### Certifications
| Région                                                                                                 | Certification | Ventes/Streams |
| --- | ------------- | -------------- |
| France (SNEP)                                                                                          | 2 × Platine   | 200 000*       |
| *Ventes selon la certification ^Mise en rayon selon la certification xNon précisé par la certification |               |                |

### Titres certifiés en France
- La Kiffance  Diamant[6] (10 octobre 2021)
- La danse des bandits (feat. SCH)  Diamant[7] (7 avril 2022)
- Perquè  Or[8] (6 juillet 2023)